# Hans Fiechtl
Hans Fiechtl, né le 13 avril 1884 dans la vallée du Zillertal et mort le 1er août 1925 au Totenkirchl, est un alpiniste et guide autrichien qui fait partie des principaux instigateurs des techniques modernes d'escalade.

## Biographie
Destiné initialement à la prêtrise par son père, Hans Fiechtl devient guide en 1903 et s'installe dans le Kaisergebirge. Fiechtl expérimente les premiers pitons dont il fabrique lui-même les prototypes. Tout comme Otto Herzog, il emprunte aux pompiers munichois les premiers modèles de mousquetons et améliore la technique de la corde. Ces pratiques innovantes sont par la suite expérimentées et améliorées par Hans Dülfer. Hans Fiechtl décède en 1925 au Totenkirchl d'une attaque cardiaque.

## Ascensions
- 1912 - Voie nouvelle au Predigstuhl avec Hans Dülfer
- 1913 - Première ascension de la face sud du Schüsselkarspitze (2 538 m) (Wetterstein) avec Otto Herzog
- 1923 - Voie nouvelle à la face nord-ouest de la Fleischbank
- Première ascension de la face nord-ouest du Feldkopf (3 080 m) dans le Zillertal
- Première ascension de la face nord du Grosse Seekarspitze
- Première ascension de la face nord de la Cima Undici avec Adolf Deye
- Première ascension de la face sud du Torstein (massif du Dachstein)